# Gerhart-Hauptmann-Preis
Der Gerhart-Hauptmann-Preis war ein Literaturpreis, der von 1953 bis 1996 von der Freien Volksbühne Berlin an Dramatiker verliehen wurde. Der Preis ist nach Gerhart Hauptmann benannt.

## Preisträger

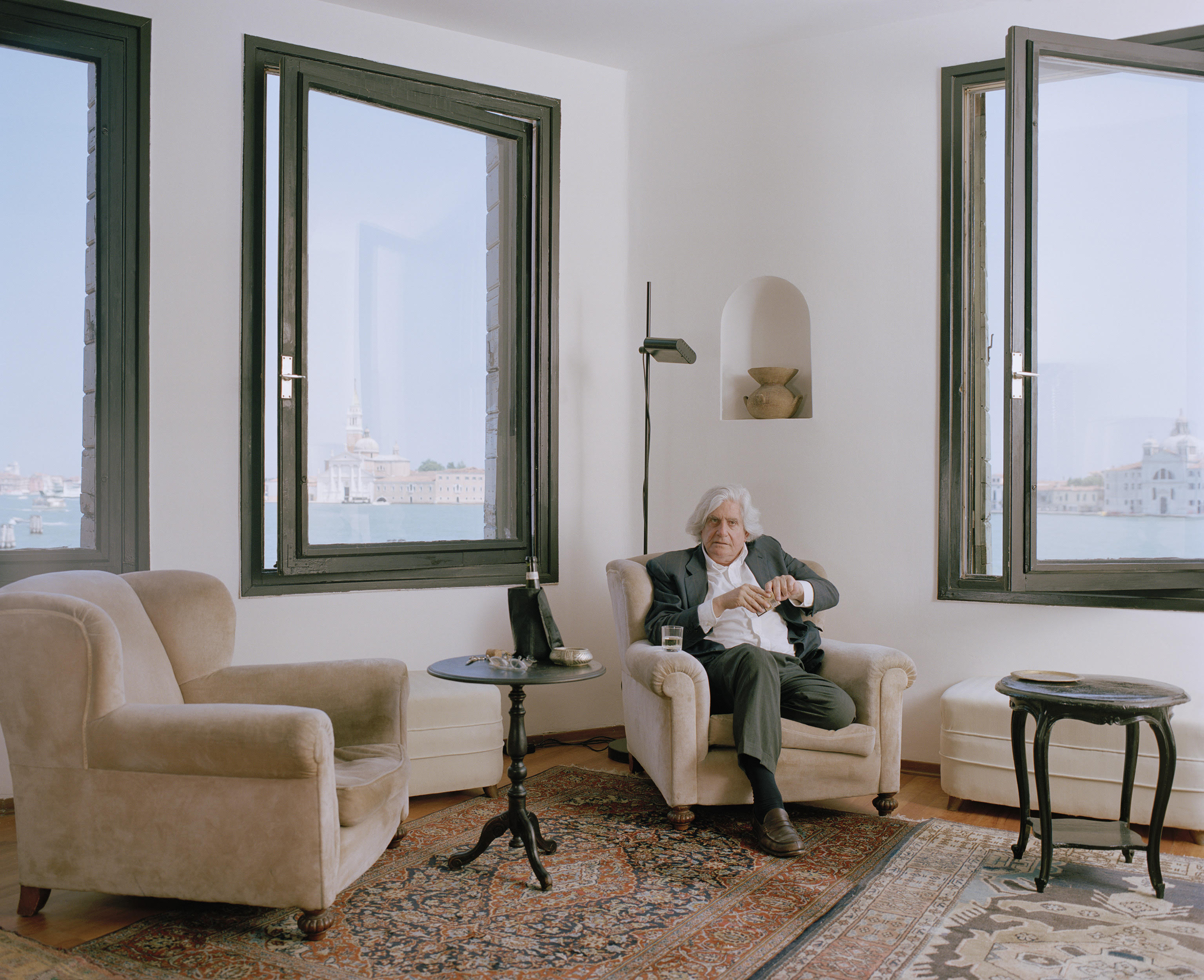
Preisträger des Jahres 1973: Gaston Salvatore

- 1953 Claus Hubalek (1926–1995), Der Hauptmann und sein Held
- 1953 Friedrich Kolander
- 1954 Herbert Asmodi
- 1956 Karl Wittlinger (für Kennen Sie die Milchstraße?)
- 1957 Theodor Schübel (für Der Kürassier Sebastian und sein Sohn)
- 1959 Hans Baumann (zurückgezogen 1962)
- 1960 Richard Hey (für Der Fisch mit dem goldenen Dolch)
- 1961 Hans-Joachim Haecker
- 1962 Martin Walser
- 1964 Tankred Dorst
- 1964 Heinar Kipphardt (für In der Sache J. Robert Oppenheimer)
- 1964 Peter Hirche (für Triumph in tausend Jahren)
- 1965 Hans Günter Michelsen
- 1967 Peter Handke (für Kaspar und Publikumsbeschimpfung)
- 1968 Hartmut Lange und Egon Menz (für Die Tübinger Mahlzeit)
- 1969 Rainer Werner Fassbinder (für Katzelmacher)
- 1969 Harald Mueller (für Großer Wolf)
- 1970 Heinrich Henkel
- 1970 Siegfried Lenz (für Zeit der Schuldlosen)
- 1971 Peter Härtling (für Gilles)
- 1973 Gaston Salvatore
- 1975 Werner Simon Vogler
- 1976 Leonhard Reinirkens
- 1979 Stefan Schütz
- 1981 Peter Turrini
- 1985 Stefan Dähnert
- 1987 Florian Felix Weyh
- 1987 Klaus Pohl
- 1990 Michael Zochow (für Traiskirchen)
- 1992 Matthias Zschokke (für Die Alphabeten)
- 1994 Oliver Bukowski
- 1996 Dominik Finkelde für das Stück Abendgruß
- 1996 Jens Roselt für Trüffel